# Lucy Hobbs Taylor
Lucy Hobbs Taylor, född 14 mars 1833 i Constable Franklin County, New York, död 3 oktober 1910, var en amerikansk tandläkare. Hon blev 1866 den första kvinnliga tandläkare i USA som utexamineras från en tandläkarskola. Hon studerade 1859-1861 tandläkarkonsten som privatelev och öppnade sistnämnda år sin egen praktik. När kvinnor släpptes in på tandläkarlinjen 1865 ansökte hon och studerade yrket formellt vid högskola.